# 甲斐弦
甲斐 弦（かい ゆずる、1910年10月18日 - 2000年8月21日）は、英文学者、作家、熊本学園大学名誉教授。
東京帝国大学文学部卒。占領期にGHQで、検閲官を務める。熊本短期大学助教授、熊本商科大学（1994年に熊本学園大学に改称）教授、1981年定年退任。1983年勲四等瑞宝章受章。2000年8月21日、心不全のため死去。
森川譲の筆名でも小説作品がある。

## 著書
- 明治十年 徳間書店 1966。歴史小説・森川譲名義 
  - 明治十年 徳間文庫 上下 1990。本名で出版
- 女兵 森川譲作品集 五月書房 1971
- オーウェル紀行 イギリス編 近代文芸社 1983.3
- オーウェル紀行 スペイン編 近代文芸社 1984.8
- 高志さんは帰って来ない 葦書房 1985.10
- 熊本士族隊その他 葦書房 1987.7
- 夢見る人のつぶやき 熊本日日新聞社 1994.10 (シリーズ・私を語る)
- GHQ検閲官 葦書房 1995.8。経営科学出版 2022（新版解説・上島嘉郎）
- 南の「たそがれ」 葦書房 1999.8。短編小説集

## 翻訳
- ケストラー自伝・目に見えぬ文字 彩流社 1993.1
- 戦争とラジオ BBC時代 ジョージ・オーウェル 晶文社 1994.6

## 参考
- 甲斐弦教授略歴・業績 (松村武雄教授・甲斐弦教授退職記念号) 「熊本商大論集」1981年8号

| スタブアイコン | サブスタブ | この項目は、まだ閲覧者の調べものの参照としては役立たない、文人（小説家・詩人・歌人・俳人・作詞家・作家・放送作家・随筆家（コラムニスト）・文芸評論家）に関連した書きかけの項目です。この項目を加筆・訂正などしてくださる協力者を求めています（P:文学/PJ:作家）。 |